# LNGC Lech Kaczynski
LNGC Lech Kaczynski – zbiornikowiec-gazowiec przeznaczony do transportu LNG i pływający pod banderą francuską. Pierwszy z serii ośmiu metanowców zamówionych przez Polskie Górnictwo Naftowe i Gazownictwo.
Właścicielem i operatorem statku jest norweska firma Knutsen, a wyczarterowany został przez PGNiG Supply & Trading GmbH, spółkę zależną Grupy Orlen.

## Budowa
Gazowiec zbudowany na zlecenie norweskiego armatora Knutsen OAS Shipping w stoczni Ulsan południowokoreańskiej grupy Hyundai Heavy Industries. Zwodowany 3 czerwca 2022 roku.
Statek ma 299 m długości całkowitej, 46 m szerokości, 12,5 m zanurzenia konstrukcyjnego oraz 26,5 m wysokości bocznej. Posiada cztery pryzmatyczne, membranowe zbiorniki ładunkowe, dwa silniki napędu głównego o łącznej mocy 24 224 kW (32 934 KM) i dwie śruby napędowe. Prędkość eksploatacyjna to 19,5 węzła, a maksymalna 21,5 węzła.